# 金义淳
金義淳（김의순，?—），北韓政治家，任職朝鮮勞動黨副部長。

## 生平
金義淳於1948年出任首屆最高人民會議代議員。1953年，成為國家建設委員會記事。1969年，被委任為江原道黨委員會責任書記。1970年11月，入選朝鮮勞動黨中央委員會中央候補委員名單。1974年，改任為平壤市黨委員會委員長。1979年7月，出任建設運輸事業部長。翌年，再度當選為最高人民會議代議員，並被起用為議會的法案審議委員。1998年，擔任國家檢閱相。2002年，獲金日成勛章。2003年和2009年，再次成為最高人民會議的代議員。2013年5月，被任命為黨副部長。

## 資料來源
1. 1 2 3 4 5  .   [2014-05-27]. （原始内容存档于2019-07-01）.